# Phyllopodium lupuliforme
Phyllopodium lupuliforme är en flenörtsväxtart som först beskrevs av Thellung, och fick sitt nu gällande namn av O.M. Hilliard. Phyllopodium lupuliforme ingår i släktet Phyllopodium och familjen flenörtsväxter. Inga underarter finns listade i Catalogue of Life.